# Agrostis oresbia
Agrostis oresbia é uma espécie de gramínea do gênero Agrostis, pertencente à família Poaceae.